# Академічне веслування на літніх Олімпійських іграх 2016 — четвірки (чоловіки)
Змагання з академічного веслування серед четвірок (чоловіки) на літніх Олімпійських іграх 2016 пройшли з 7 по 12 серпня в Лагуні Родрігу-ді-Фрейташ. Участь брали 52 спортсмени.

## Призери
| Золото                                                                    | Срібло                                                          | Бронза                                                                |
| Велика Британія Алекс Грегорі Мохамед Сбігі Джордж Неш Константін Лулудіс | Австралія Вілл Локвуд Джош Данклі-Сміт Джош Бут Александер Гілл | Італія Доменіко Монтроне Маттео Кастальдо Маттео Лодо Джузеппе Вічіно |

## Рекорди
Станом на 7 серпня 2016 світовий і олімпійський рекорди були такими:
| Світовий рекорд     | Велика Британія | 05:40,240 | Амстердам, Нідерланди   | 30 серпня 2014 |
| Олімпійський рекорд | Австралія       | 05:47,060 | Лондон, Велика Британія | 30 липня 2012  |

## Розклад
Час місцевий (UTC−3).
| Дата      | Час         | Раунд            |
| --------- | ----------- | ---------------- |
| 7 серпня  | 12:00–12:20 | Попередній етап  |
| 8 серпня  | 10:20       | Відбірковий етап |
| 10 серпня | 09:30–09:40 | Півфінали        |
| 12 серпня | 09:40       | Фінал B          |
| 12 серпня | 11:00       | Фінал A          |

## Змагання

### Попередній етап
Перші три екіпажи з кожного заїзду безпосередньо проходять до півфіналу змагань. Всі інші екіпажи потрапляють у відбірковий заїзд, де будуть розіграні ще три місця до півфіналу.

#### Заїзд 1
| Місце | Спортсмени                                                                                          | Збірна     | Час     |
| ----- | --------------------------------------------------------------------------------------------------- | ---------- | ------- |
| 1     | Джош Бут (AUS) Джош Данклі-Сміт (AUS) Александер Гілл (AUS) Вілл Локвуд (AUS)                       | Австралія  | 5:54,84 |
| 2     | Антон Браун (GER) Максиміліан Корге (GER) Максиміліан Планер (GER) Фелікс Вімбергер (GER)           | Німеччина  | 5:59,74 |
| 3     | Гарольд Ланген (NED) Петер він Схі (NED) Говерт Віргевер (NED) Вінсент ван дер Вант (NED)           | Нідерланди | 6:00,55 |
| 4     | Влад-Драгос Айкобоае (ROU) Маріус Васіле Козмюк (ROU) Адріан Дамі (ROU) Тоадер-Андрей Гонтару (ROU) | Румунія    | 6:02,56 |
| 5     | Антон Заруцький (RUS) Артем Косов (RUS) Владислав Рябцев (RUS) Микита Моргачов (RUS)                | Росія      | 6:03,89 |

#### Заїзд 2
| Місце | Спортсмени                                                                              | Збірна   | Час     |
| ----- | --------------------------------------------------------------------------------------- | -------- | ------- |
| 1     | Доменіко Монтроне (ITA) Маттео Лодо (ITA) Доменіко Монтроне (ITA) Джузеппе Вічіно (ITA) | Італія   | 5:56,01 |
| 2     | Вілл Кротерс (CAN) Кай Лангерфелд (CAN) Конлін Маккейб (CAN) Тім Шрайвер (CAN)          | Канада   | 5:58,26 |
| 3     | Чарлі Коул (USA) Генрік Руммель (USA) Метт Міллер (USA) Сет Вейл (USA)                  | США      | 5:58,31 |
| 4     | Вадим Лялін (BLR) Денис Мігаль (BLR) Ігор Пашевич (BLR) Микола Шарлап (BLR)             | Білорусь | 6:02,93 |

#### Заїзд 3
| Місце | Спортсмени                                                                                 | Збірна          | Час     |
| ----- | ------------------------------------------------------------------------------------------ | --------------- | ------- |
| 1     | Алекс Грегорі (GBR) Константін Лулудіс (GBR) Джордж Неш (GBR) Мохамед Сбігі (GBR)          | Велика Британія | 5:55,59 |
| 2     | Діонісіс Ангелопулос (GRE) Йоанніс Хрісту (GRE) Йоанніс Ціліс (GRE) Георгіос Ціаллас (GRE) | Греція          | 5:59,65 |
| 3     | Бенжамен Ланг (FRA) Мікаель Марто (FRA) Теофіль Онфрой (FRA) Валантен Онфрой (FRA)         | Франція         | 6:00,72 |
| 4     | Девід Гант (RSA) Джонатан Сміт (RSA) Вінсент Бріт (RSA) Джейк Грін (RSA)                   | ПАР             | 6:01,64 |

### Відбірковий етап
З відбіркового заїзду у півфінал проходило три екіпажи. Остання команда займає 13-е місце.
| Місце | Спортсмени                                                                                          | Збірна   | Час     |
| ----- | --------------------------------------------------------------------------------------------------- | -------- | ------- |
| 1     | Девід Гант (RSA) Джонатан Сміт (RSA) Вінсент Бріт (RSA) Джейк Грін (RSA)                            | ПАР      | 6:34,97 |
| 2     | Вадим Лялін (BLR) Денис Мігаль (BLR) Ігор Пашевич (BLR) Микола Шарлап (BLR)                         | Білорусь | 6:36,50 |
| 3     | Антон Заруцький (RUS) Артем Косов (RUS) Владислав Рябцев (RUS) Микита Моргачов (RUS)                | Росія    | 6:39,32 |
| 4     | Влад-Драгос Айкобоае (ROU) Маріус Васіле Козмюк (ROU) Адріан Дамі (ROU) Тоадер-Андрей Гонтару (ROU) | Румунія  | 6:39,64 |

### Півфінали
Перші три екіпажи з кожного заїзду проходять у фінал А, інші потрапляють у фінал В.

#### Заїзд 1
| Місце | Спортсмени                                                                                 | Збірна    | Час     |
| ----- | ------------------------------------------------------------------------------------------ | --------- | ------- |
| 1     | Джош Бут (AUS) Джош Данклі-Сміт (AUS) Александер Гілл (AUS) Вілл Локвуд (AUS)              | Австралія | 6:11,82 |
| 2     | Девід Гант (RSA) Джонатан Сміт (RSA) Вінсент Бріт (RSA) Джейк Грін (RSA)                   | ПАР       | 6:15,22 |
| 3     | Доменіко Монтроне (ITA) Маттео Лодо (ITA) Доменіко Монтроне (ITA) Джузеппе Вічіно (ITA)    | Італія    | 6:16,54 |
| 4     | Чарлі Коул (USA) Генрік Руммель (USA) Метт Міллер (USA) Сет Вейл (USA)                     | США       | 6:19,08 |
| 5     | Діонісіс Ангелопулос (GRE) Йоанніс Хрісту (GRE) Йоанніс Ціліс (GRE) Георгіос Ціаллас (GRE) | Греція    | 6:24,04 |
| 6     | Антон Заруцький (RUS) Артем Косов (RUS) Владислав Рябцев (RUS) Микита Моргачов (RUS)       | Росія     | 6:24,89 |

#### Заїзд 2
| Місце | Спортсмени                                                                                | Збірна          | Час     |
| ----- | ----------------------------------------------------------------------------------------- | --------------- | ------- |
| 1     | Алекс Грегорі (GBR) Константін Лулудіс (GBR) Джордж Неш (GBR) Мохамед Сбігі (GBR)         | Велика Британія | 6:17,13 |
| 2     | Вілл Кротерс (CAN) Кай Лангерфелд (CAN) Конлін Маккейб (CAN) Тім Шрайвер (CAN)            | Канада          | 6:20,66 |
| 3     | Гарольд Ланген (NED) Петер він Схі (NED) Говерт Віргевер (NED) Вінсент ван дер Вант (NED) | Нідерланди      | 6:21,04 |
| 4     | Вадим Лялін (BLR) Денис Мігаль (BLR) Ігор Пашевич (BLR) Микола Шарлап (BLR)               | Білорусь        | 6:22,46 |
| 5     | Бенжамен Ланг (FRA) Мікаель Марто (FRA) Теофіль Онфрой (FRA) Валантен Онфрой (FRA)        | Франція         | 6:26,94 |
| 6     | Антон Браун (GER) Максиміліан Корге (GER) Максиміліан Планер (GER) Фелікс Вімбергер (GER) | Німеччина       | 6:35,90 |

### Фінали

#### Фінал В
| Місце | Спортсмени                                                                                 | Збірна    | Час     |
| ----- | ------------------------------------------------------------------------------------------ | --------- | ------- |
| 1     | Чарлі Коул (USA) Генрік Руммель (USA) Метт Міллер (USA) Сет Вейл (USA)                     | США       | 5:59,20 |
| 2     | Діонісіс Ангелопулос (GRE) Йоанніс Хрісту (GRE) Йоанніс Ціліс (GRE) Георгіос Ціаллас (GRE) | Греція    | 6:00,56 |
| 3     | Вадим Лялін (BLR) Денис Мігаль (BLR) Ігор Пашевич (BLR) Микола Шарлап (BLR)                | Білорусь  | 6:00,57 |
| 4     | Антон Заруцький (RUS) Артем Косов (RUS) Владислав Рябцев (RUS) Микита Моргачов (RUS)       | Росія     | 6:02,09 |
| 5     | Бенжамен Ланг (FRA) Мікаель Марто (FRA) Теофіль Онфрой (FRA) Валантен Онфрой (FRA)         | Франція   | 6:02,21 |
| 6     | Антон Браун (GER) Максиміліан Корге (GER) Максиміліан Планер (GER) Фелікс Вімбергер (GER)  | Німеччина | 6:06,24 |

#### Фінал А
| Місце | Спортсмени                                                                                | Збірна          | Час     |
| ----- | ----------------------------------------------------------------------------------------- | --------------- | ------- |
| 1     | Алекс Грегорі (GBR) Константін Лулудіс (GBR) Джордж Неш (GBR) Мохамед Сбігі (GBR)         | Велика Британія | 5:58,61 |
| 2     | Джош Бут (AUS) Джош Данклі-Сміт (AUS) Александер Гілл (AUS) Вілл Локвуд (AUS)             | Австралія       | 6:00,44 |
| 3     | Доменіко Монтроне (ITA) Маттео Лодо (ITA) Доменіко Монтроне (ITA) Джузеппе Вічіно (ITA)   | Італія          | 6:03,85 |
| 4     | Девід Гант (RSA) Джонатан Сміт (RSA) Вінсент Бріт (RSA) Джейк Грін (RSA)                  | ПАР             | 6:05,80 |
| 5     | Гарольд Ланген (NED) Петер він Схі (NED) Говерт Віргевер (NED) Вінсент ван дер Вант (NED) | Нідерланди      | 6:08,38 |
| 6     | Вілл Кротерс (CAN) Кай Лангерфелд (CAN) Конлін Маккейб (CAN) Тім Шрайвер (CAN)            | Канада          | 6:15,93 |